# Aristarchus van Samothrace
Aristarchus van Samothrace (Oudgrieks: Ἀρίσταρχος; Aristarchos) (ca. 215? – ca. 143 v.Chr.?) was een Grieks grammaticus. Hij was bibliothecaris van de Alexandrijnse bibliotheek, en in die functie was hij een van de opvolgers van zijn leraar Aristophanes.

## Biografie
Zoals gezegd kreeg Aristarchus zijn opleiding in Alexandrië, in de school van Aristophanes van Byzantium. Hij werd belast met de opvoeding van Eupator, een zoon van koning Ptolemaeus VI Philometor. Rond 153 volgde hij Apollonius Eidographos op aan het hoofd van de Koninklijke bibliotheek van Alexandrië.
Bij de troonsbestijging van Ptolemaeus VIII in 145 verliet hij Alexandrië, op de vlucht voor de wraakacties van de nieuwe koning tegen alle intellectuelen die hem hadden dwarsgezeten, en week hij uit naar Cyprus, waar hij niet lang daarna overleed. Volgens één bron benam hij zich het leven door alle voedsel en drank te weigeren, nadat werd vastgesteld dat hij leed aan een ongeneeslijk oedeem.

## Wetenschappelijke arbeid
Aristarchus van Samothrace werd bekend als een groot expert in de kennis van de Homerische epiek. Hij verzorgde een - voor de geschiedenis van de tekstkritiek zeer belangrijke – kritische uitgave van de Homerische gedichten, waarin hij vooral oog had voor de metrische correctheid van de tekst, en het accentuatiesysteem van zijn leermeester Aristophanes consequent toepaste.
Ook was hij misschien verantwoordelijk voor de indeling van de Ilias en de Odyssee in 24 zangen elk. (Deze indeling wordt ook wel toegeschreven aan een van zijn voorgangers, Zenodotus.)
Als we de Suda mogen geloven schreef Aristarchus een 800-tal wetenschappelijke verhandelingen over de meest uiteenlopende onderwerpen, die echter voor ons allemaal verloren gingen, met uitzondering van enkele citaten bewaard in scholia.
Hij mag beschouwd worden als de grondlegger van de wetenschappelijke tekstkritiek, en zijn onderzoek omvatte het brede spectrum van grammatica, etymologie, orthografie, literatuurwetenschap en tekstritiek. Een en ander leverde hem de bijnaam ”ὁ γραμματικώτατος” op, d.i. “de grootste taalgeleerde”. Cicero (Ad Atticum I, 14, 3) en Horatius (Ars Poetica 450) gebruiken zijn naam metaforisch voor de ideale tekstcriticus.

### Overzicht van zijn wetenschappelijk werk
- tekstkritische recensies (διορθώσεις) over de tekst van de dichters Homerus, Hesiodus, Archilochus, Alcaeus, Anacreon en Pindarus.
- commentaren (ὑπομνήματα) op het werk van Homerus, Hesiodus, Archilochus, Pindarus, Aeschylus, Sophocles, Ion, Aristophanes en Herodotus.
- allerlei kritische beschouwingen (συγγράμματα) over specifieke deelaspecten van de Ilias en de Odyssee (vb. over het scheepskamp van de Grieken), en polemische geschriften gericht tegen vakgenoten (vb. tegen de zogenaamde chorizonten, d.i. de letterkundigen die probeerden aan te tonen dat Ilias en Odysse onmogelijk het werk van één dichter kunnen zijn.)

### Betekenis voor de geschiedenis van de tekstkritiek
Vooral ten behoeve van zijn onderzoekingen over Homerus ontwierp hij een reeks symbolen om weer te geven dat hij twijfelde aan de authenticiteit van de tekst, de correcte volgorde van de verzen, etc. Meer dan bij zijn voorgangers in de bibliotheek was zijn aandacht gericht op het weren van zogenaamde 'corrupte' passages uit de grondtekst, door de nauwgezette keuze van de 'beste' manuscripten, zijn grondige kennis van de Homerische taal- en stijlkenmerken en zijn verfijnd literair gevoel. De onderzoekstraditie die hij startte in Alexandrië bleef zeker nawerken tot in de Keizertijd.